# Янчекрак (приток Большой Белозерки)
Янчекрак (устар. Майчекрак) — балка на Украине, находящаяся в Запорожской и Херсонской областях. Длина балки — 20 км. Площадь водосборного бассейна — 210 км².
Начинается на юго-восточной окраине села Гюневка. Течет преимущественно на северо-запад через Гюневку и село Зелёная Балка. На северо-западной окраине села Новопетровка впадает слева в реку Большая Белозерка в 33 км от её устья.
Основные притоки — балки Зелёная (лв.), Глубокая (пр.), Союзовская (лв.).